# A7V
Le Sturmpanzerwagen A7V (Allgemeines Kriegsdepartement 7, Abteilung Verkehrswesen) est un char d'assaut développé par l’Empire allemand pendant la Première Guerre mondiale. Le développement débute en novembre 1916, mais souffre du manque d’intérêt des militaires et des industriels. Le projet se voit donc allouer peu de ressources et est ralenti par les demandes irréalistes du haut-commandement. Par conséquent, le prototype n’est achevé qu’au printemps 1917 et le premier exemplaire ne sort d’usine qu’en octobre 1917. En comptant les prototypes, vingt-deux exemplaires sont produits, trop peu pour avoir un impact sur le cours de la guerre. À la fin de la guerre, il n’en reste que neuf dans l’armée allemande, qui sont démantelés pour respecter les termes du traité de Versailles. Il ne subsiste qu’un seul exemplaire, capturé par les Australiens et exposé au Mémorial australien de la guerre.
La faible priorité du projet se ressent sur la qualité générale du véhicule. Les meilleures plaques de blindage étant réservées à la marine, celui-ci est peu efficace. N’ayant pas suffisamment de pièces d’artillerie disponibles, les allemands emploient des canons capturées en Belgique et en Russie, et, n’ayant pas les moyens de produire le moteur prévu, ils doivent se rabattre sur un assemblage de deux moteurs Daimler. Dans l’ensemble, le char manque de maniabilité et ses capacités de franchissement sont limitées. Les conditions à l’intérieur du véhicule sont aussi particulièrement difficiles pour l’équipage, directement exposé au bruit, à la fumée et à la chaleur de la motorisation.

## Histoire

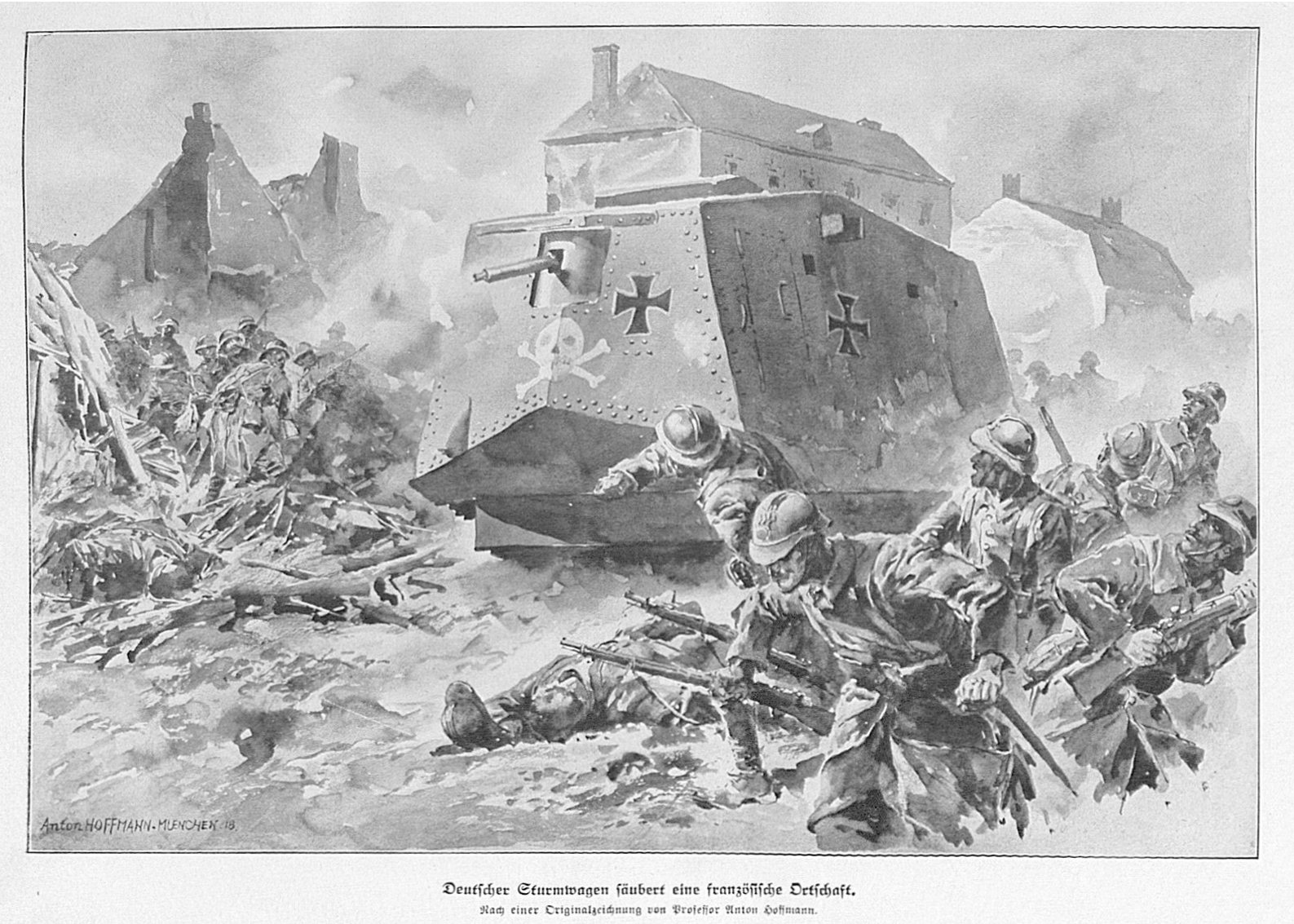
Véhicule d'assaut allemand « nettoyant » une localité française.

### Contexte
Comme dans les autres nations européennes, des expérimentations sur les véhicules blindés sont réalisées dans l’Empire allemand dès le début des années 1900. Il s’agit toutefois d’initiatives privées, dont aucune n’aboutit, en partie du fait que l’armée impériale ne montre aucun intérêt pour ces véhicules, qu’ils soient à roues ou à chenilles. Ce n’est que lorsque leurs troupes sont confrontées à des automitrailleuses en 1914 que les généraux allemands commencent à réfléchir à la question.
Plusieurs programmes sont lancés, mais l’armée allemande est handicapée par son important retard dans ce domaine. Les premiers prototypes d’automitrailleuses ne sont ainsi testés qu’en mars 1916, seulement quelques mois avant que les Britanniques utilisent pour la première fois le tank Mark I, pendant la bataille de la Somme. L’état-major allemand prend conscience de l’ampleur de la menace, mais la propulsion chenillée est un domaine dans lequel les seules expérimentations allemandes effectuées se limitent à remplacer les roues d’une automitrailleuse par des boggies chenillés.

### Développement
Le 30 octobre 1916, la Verkehrstechnische Prüfungskommission (VPK, « commission d’examen des transports motorisés ») organise une grande conférence réunissant les militaires et les représentants de l’industrie automobile et de l’industrie de l’armement afin de discuter des tanks et des moyens d’en produire. Cette conférence est dans l’ensemble un échec : les industriels, qui se sont vu assigner d’autres priorités de production par le plan Hindenburg, se montrent peu pressés de s’encombrer de projets supplémentaires et, dont l’issue est par ailleurs incertaine.
Le chef du VPK, le général Friedrich, monte néanmoins au sein de l’Abteilung 7. Verkehrswesen (« 7e département de transport ») un comité composé de représentants de l’industrie automobile dirigé par l’ingénieur Joseph Vollmer. Le comité est chargé en novembre 1916 de développer un véhicule de combat blindé dont le nom de code est A7V, du nom du département. Le travail du comité est néanmoins compliqué par les exigences excessives de l’Oberste Heeresleitung (OHL, « commandement suprême de l’armée de terre »), qui veut que le châssis puisse à la fois servir pour un véhicule de combat et pour un véhicule utilitaire.
Les plans du véhicule sont prêts en décembre 1916, et il est alors prévu de terminer le premier prototype en mai 1917 ; mais le VPK n’attend pas celui-ci pour commander cent exemplaires. Ce planning se révèle toutefois rapidement trop optimiste alors que l’industrie allemande est déjà fortement en tension et que l’A7V n’est pas considéré comme prioritaire par l’OHL. Dès le 20 janvier 1917, la commande est revue à dix exemplaires ; le projet n’avance que lentement, en raison de l’absence de ressources allouées et des demandes toujours plus extravagantes de l’OHL. Ainsi, vers la mi-janvier, alors que la construction du prototype est déjà bien avancée, l’état-major exige que le blindage soit augmenté afin de résister au tir des canons de campagne. La masse supplémentaire dépassant les limites du châssis, Joseph Vollmer obtient de n’augmenter la protection qu’à l’avant, avec toutefois pour conséquence de dégrader considérablement les performances et la fiabilité du fait de l’excès de poids sur l’avant.
Le châssis est présenté le 30 avril 1917 au général Friedrich et au ministre de la guerre, Hermann von Stein. Ce dernier déclare que le véhicule lui semble inapte pour mener des offensives du fait de ses difficultés à négocier les virages. Une seconde présentation le 14 mai, devant des membres de l’OHL, se passe mieux, et dix exemplaires supplémentaires sont commandés.

### Production
Le programme restant classé en basse priorité, il est difficile d’obtenir les matériaux nécessaires, en particulier les plaques de blindage. Le retard s’accroît encore lorsque Ludendorff exige en septembre que le véhicule reprenne la forme des chars britanniques, ce qui nécessite de concevoir en parallèle un nouveau véhicule. Par conséquent, les premiers châssis ne sont disponibles qu’en septembre 1917 et le premier A7V ne sort des usines qu’à la fin du mois d’octobre. La production accélère ensuite et quarante exemplaires sont disponibles à la fin du mois de novembre.
Afin de faciliter la production, celle-ci est divisée à partir de décembre 1917 entre plusieurs entreprises. À Marienfelde sont produits les châssis chez Brass & Herstett et les moteurs chez Daimler, tandis que les boîtes de vitesses sont fabriquées à Francfort-sur-le-Main par Adlerwerke, les chenilles par Caterpillar-Holt à Budapest et les radiateurs à Oberursel chez le constructeur du même nom. La production du blindage est partagée entre l’usine Krupp d’Essen et celle de Röchling à Dillinger Hütte. L’assemblage final doit être réalisé par Daimler après que les entreprises Büssing AG et Loeb aient refusé de le faire.

## Histoire opérationnelle

### Organisation
Les premières unités d’A7V sont mises en place avec la création le 29 septembre 1917 de deux Sturmpanzerkraftwagen Abteilungen (« détachement de véhicules blindés d’assaut »), rattachés à la branche du transport motorisé. Deux autres sont créés le 6 novembre 1917, bien que le quatrième, supposé servir de réserve, ne dépassera jamais le stade du papier, faute de chars disponibles. Chaque détachement comprend cinq chars, deux voitures, huit camions, une motocyclette et une cuisine de campagne, pour un total de cent soixante-dix hommes placés sous les ordres d’un capitaine.
À l’inverse des Britanniques, les Allemands n’utilisent pas de tactiques d’armes combinées : les chars et l’infanterie n’évoluent pas ensemble et le commandement préfère même décourager cette pratique afin d’éviter aux soldats d’être touchés par les tirs visant les blindés.

### Combat
Le 21 mars 1918 des A7V furent engagés pour la première fois à la bataille de Saint-Quentin. Le 24 avril, trois unités furent engagées à Villers-Bretonneux où elles se heurtèrent à des Mark IV de la British Army dans ce qui fut le premier affrontement entre chars de combat. L'un des véhicules se renversa et fut récupéré par les troupes françaises, ce qui permit d'en connaître les points faibles.
Le 15 juillet 1918, sept A7V participèrent à une attaque contre les lignes françaises, sans pertes. Le 8 octobre suivant enfin, onze A7V se heurtèrent aux Mark IV du 12e bataillon britannique.
Le 21 octobre, les trois unités de A7V ainsi que les unités blindés composées de chars de prise (Beutepanzer) furent transférées en Allemagne, à Erbenheim, où elles furent dissoutes le 17 novembre.

## Caractéristiques

### Motricité
Ne pouvant produire le moteur de 200 hp prévu à l’origine, les Allemands se rabattirent sur l’assemblage de deux moteurs Daimler 165-204 à quatre cylindres développant 100 hp chacun. L’ensemble moteur est installé dans un compartiment fermé au milieu du véhicule, mais les radiateurs nécessaires au refroidissement par eau se trouvent dans le compartiment de l’équipage. Deux réservoirs de 250 l chacun permettent de les alimenter avec un mélange d’essence et de benzène.
L’énergie transite par une boîte de vitesses Adler à trois rapports avant de parvenir au train de roulement. Celui-ci, à l’instar du Saint-Chamond français, est basé sur le modèle Holt et compte de chaque côté trois bogies amortis par une suspension Caterpillar à ressorts hélicoïdaux. Chaque bogie comporte trois galets de roulement et deux galets de retour guidant les chenilles de quarante-huit maillons.

### Protection
La qualité du blindage de l’A7V souffre considérablement de la faible priorité accordée au programme dans l’attribution des matériaux. L’acier de qualité balistique restant réservé à la production navale, le blindage du char doit être construit à partir de plaques en acier doux initialement destinées à la production de chaudières de locomotives. Le blindage résiste par conséquent mal aux projectiles : les plaques se fracturent et des fragments dangereux de métal se détachent de la face intérieure lors des impacts.

### Armement

#### Armement principal
À l’origine, il est prévu de doter l’A7V de deux canons automatiques Becker TuF de 20 mm. Il apparaît toutefois rapidement que ces canons ne sont pas suffisants pour pouvoir affronter d’autres chars. Ne disposant pas dans leur arsenal de canons adaptés en quantité suffisante, les Allemands se tournent vers le matériel qu’ils ont capturé et en particulier le canon Cockerill-Nordenfelt de 57 mm L/26,3 pris dans les forts belges. Cette arme est une copie d’une pièce pratiquement identique produite par l’entreprise Maxim-Nordenfelt (en), celle-ci équipant l’armée russe. Bien que la majorité des A7V soient équipés de la version Cockerill, certains reçoivent ainsi la version Maxim à la place.
Ce canon est utilisé avec trois types d’obus : explosif, perforant et à mitraille. L’obus explosif est le Sprenggranate mit Kopfzunder (« obus explosif avec fusée de nez »), qui comprend une charge de 0,16 kg de TNT pour une masse totale de 2,75 kg. La fusée est un modèle permettant de régler un retard. Elle est légèrement différente de celles employées par l’artillerie, afin de faciliter son réglage à l' intérieur d’un véhicule en mouvement. L’obus perforant est le KrGr 16 mit Panzerkopf, qui est en fait un simple obus explosif KrGr 15 sur lequel a été vissée une tête en acier pour améliorer la pénétration. L’obus de 3,1 kg comprend ainsi une charge explosive assez importante de 0,12 kg d’amatol. Certains de ces obus disposent également d’une charge à base de phosphore rouge, d’arsenic et de paraffine afin de générer davantage de fumée et pouvoir régler plus facilement le tir. Enfin le canon peut tirer des boîtes à mitraille comprenant cent-quatre-vingt-cinq billes de plomb de 16,2 g chacune pour un total de 3,6 kg.
Afin d’éviter la corrosion les projectiles sont généralement peints en noir. L’obus perforant se distingue par sa tête marron, tandis que l’obus explosif comporte une bande marron au sommet de l’obus et a sa fusée peinte en gris. Afin de permettre l’identification de la munition sans devoir la sortir complètement du casier, la base des douilles en laiton est également peinte. Officiellement, le char emporte cent quatre-vingts obus, mais la plupart du temps les équipages en embarquent bien plus, jusqu’à plus de trois cents dans certains cas. La répartition entre les différents types est variable selon les situations, mais les boîtes à mitraille constituent généralement au moins la moitié du stock, tandis que le reste est partagé à peu près équitablement entre obus explosifs et perforants.

### Armement secondaire
Chaque mitrailleur stocke directement sous son siège ses munitions, à savoir dix boîtes contenant chacune une bande de deux cent cinquante cartouches.

### Équipage
L’équipage est de dix-huit hommes : un chef de char, un conducteur, deux mécaniciens, un tireur et un chargeur pour le canon ainsi que six tireurs et autant de chargeurs pour les mitrailleuses. Le chef de char est généralement un lieutenant, sauf celui responsable de l’ensemble du détachement qui est capitaine. Seul le conducteur est également un officier, les autres postes étant occupés par des rangs subalternes. En plus de l’équipage normal, il est fréquent que les A7V embarquent jusqu’à huit hommes supplémentaires, qui servent à la fois de troupes d’assaut, d’estafettes et de main d’œuvre pour combler les tranchées et dégager les obstacles empêchant le char d’avancer,.
Les équipages sont recrutés dans les autres unités sur la base du volontariat, les chef de char, conducteurs et mécaniciens étant le plus souvent issus du transport motorisé, les mitrailleurs de l’infanterie et les opérateurs du canon de l’artillerie.
L’équipage souffre souvent des conditions particulièrement pénibles qui règnent à l’intérieur du véhicule : il y fait sombre, le manque d’aération et la présence du moteur dans le compartiment de l’équipage a pour conséquence un air perpétuellement vicié par les fumées toxiques d’échappement et de la cordite, un bruit insupportable et une température pouvant atteindre 50 °C. Afin d’y échapper, les hommes préfèrent généralement marcher à côté du char ou rester sur le toit dès que possible.

## Variantes

### A7V-U
L’A7V-U, pour Umlaufendeketten (« chenilles périphériques »), trouve son origine dans le souhait formulé en avril 1917 par Ludendorff, qui, ayant entendu dire que les chars britanniques étaient performants en tout-terrain, voulut en copier la forme rhomboïde. Le VPK ne souhaitant pas s’engager dans cette voie, rien n’est entrepris avant que le souhait devienne un ordre le 1er septembre 1917. Le châssis numéro 524 est prélevé sur la production afin de construire un prototype, mais le développement avance lentement et le véhicule, baptisé « Hedi », n’est prêt qu’à la fin du mois de juin 1918. Entre-temps, deux cent quarante exemplaires ont été commandés en avril, mais les résultats décevants des essais réalisés pendant l’été mettent fin au programme. Hedi est alors affecté à l’école de conduite de la Garde à Berlin puis est démantelé peu après l’armistice.

### A7V Gelandwagen
Destiné au transport de matériel, le Gelandwagen utilise le même châssis que la version de combat, mais sans blindage et sans armement, remplacés par deux plateformes de part et d’autre du moteur. Il partage toutefois avec celle-ci le même manque de mobilité en tout-terrain assorti d’une consommation en carburant importante qui ne lui donnent que peu d’avantages par rapport à un transport plus classique par camion.

### A7V Flakpanzer
Trois châssis ont été utilisés pour expérimenter le concept de défense antiaérienne mobile en 1918. Ces véhicules ont une forme similaire au Gelandwagen, avec un compartiment moteur au centre à l’avant et à l’arrière duquel se trouvent deux plateformes portant chacune un canon Modèle 1902 de 76,2 mm provenant des stocks de pièces prises à l’armée russe. L’affût n’est pas celui d’origine, mais est modifié afin de permettre le pointage à des angles élevés. Le principal inconvénient de ces canons se trouve être leurs munitions : les Allemands n’utilisant pas ce calibre et le tube étant trop fragile pour pouvoir être élargi, l’usage de ces pièces nécessita de produire spécialement des obus adaptés.

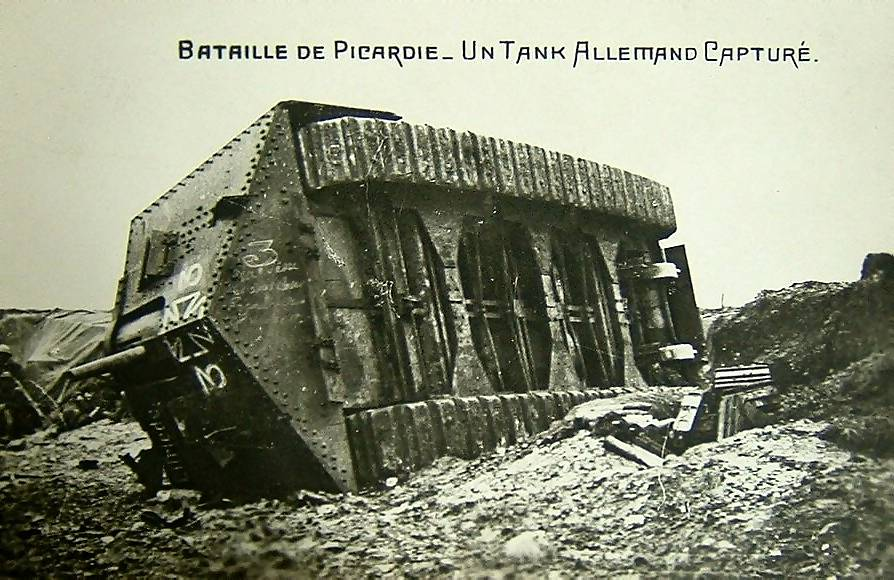
A7V no 542 Elfriede capturé par les troupes françaises le 24 avril 1918 à Villers-Bretonneux.
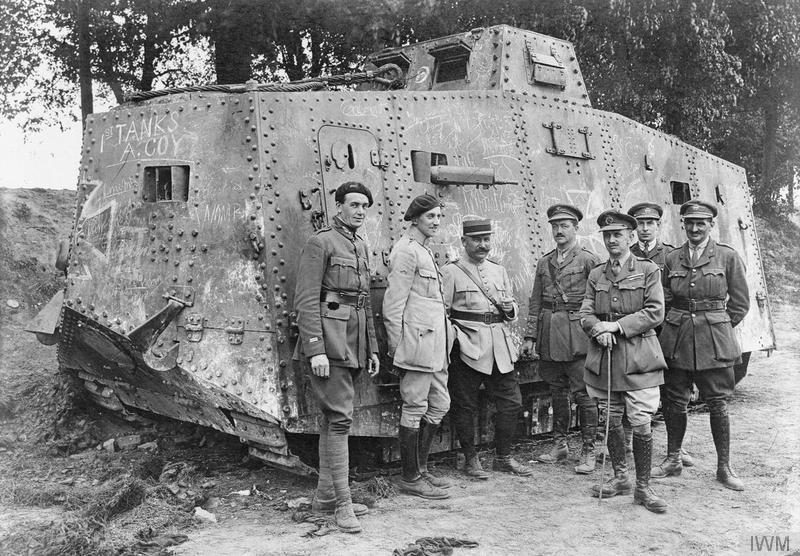
Le même Elfriede saisi, sans son armement principal déposé, en compagnie d'officiers français et britanniques.
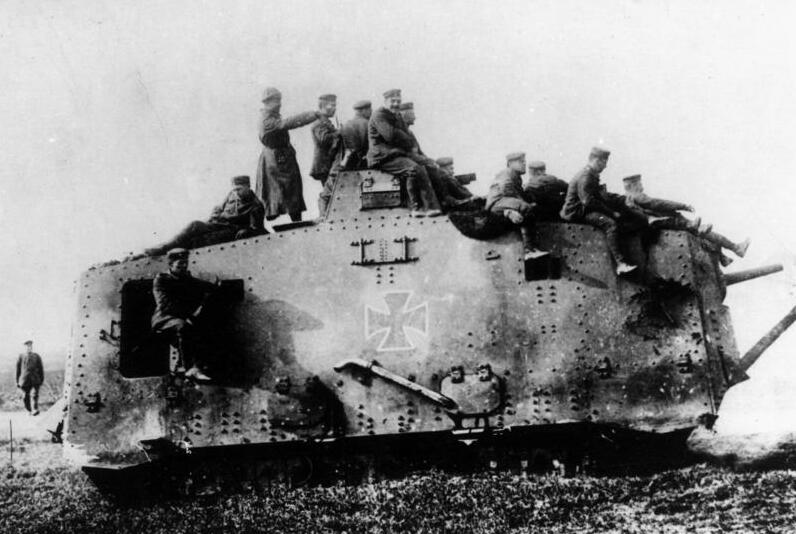
Un A7V en action en juillet 1918.
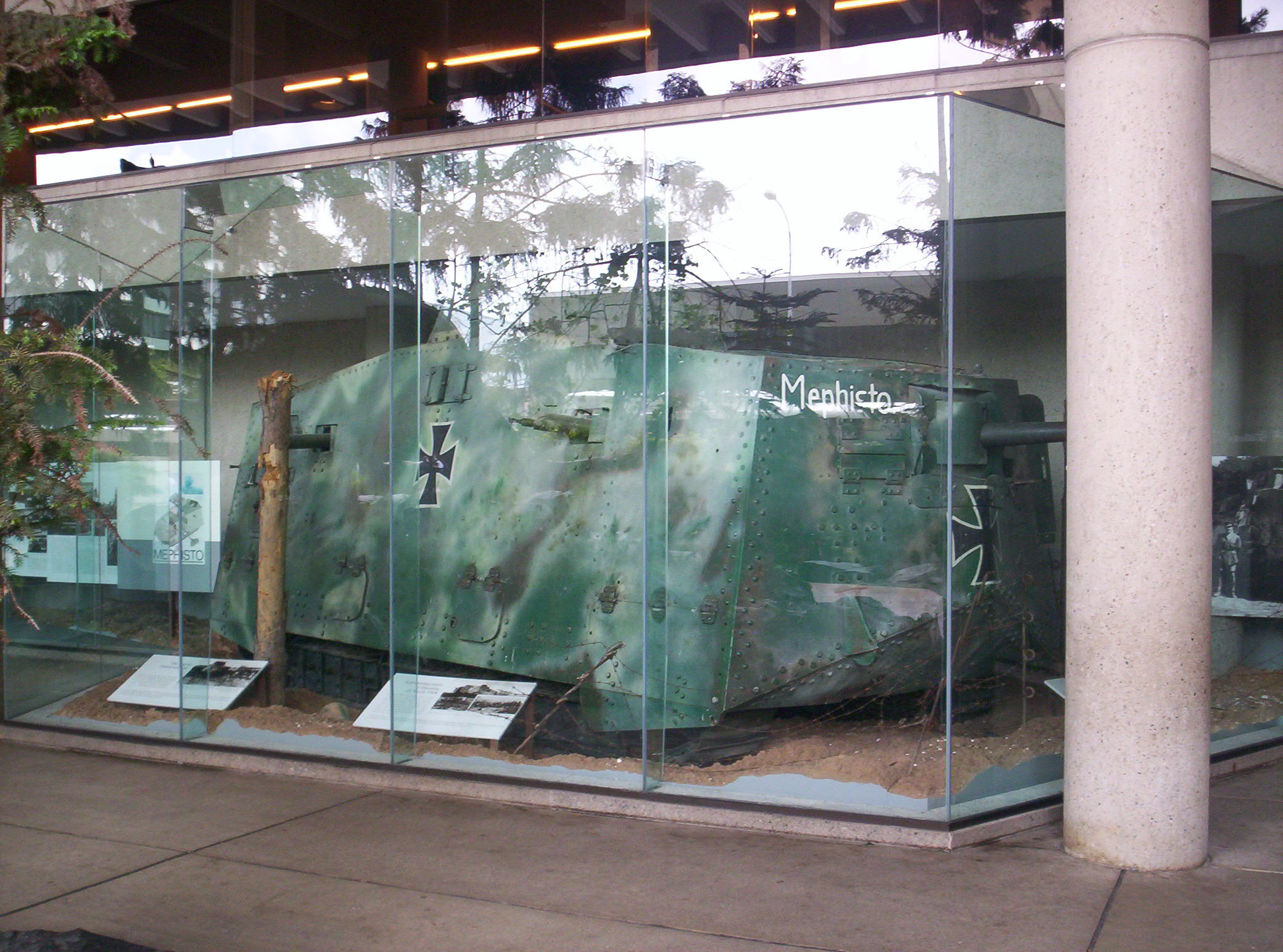
A7V no 506 Mephisto exposé à Brisbane, Australie.
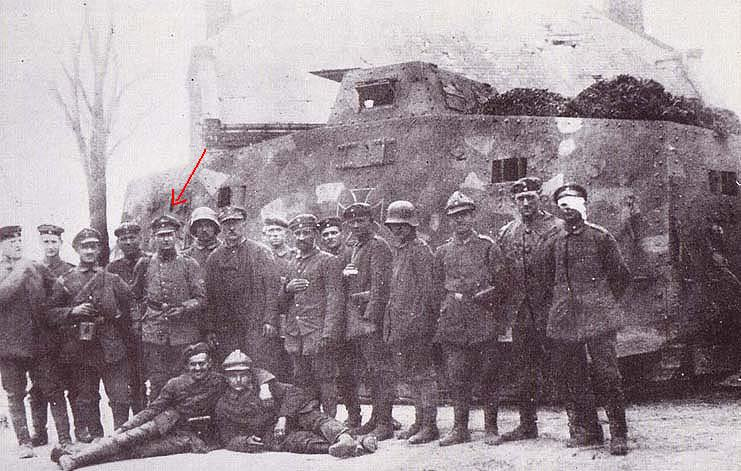
Sturmpanzerwagen camouflé, avec son équipage.
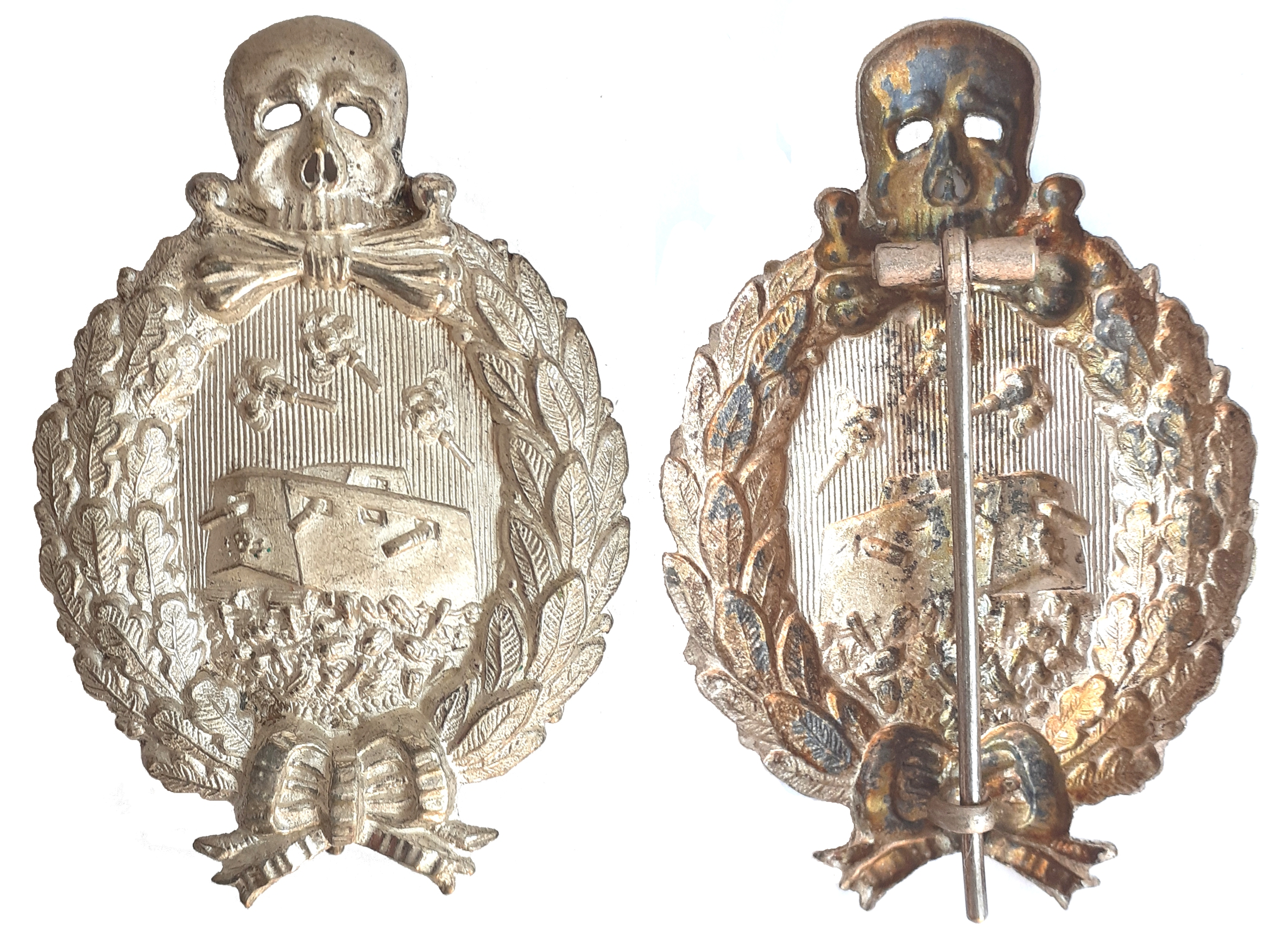
Insigne des tankistes allemands de la Première Guerre Mondiale (porté après-guerre), représentant un Sturmpanzerwagen.
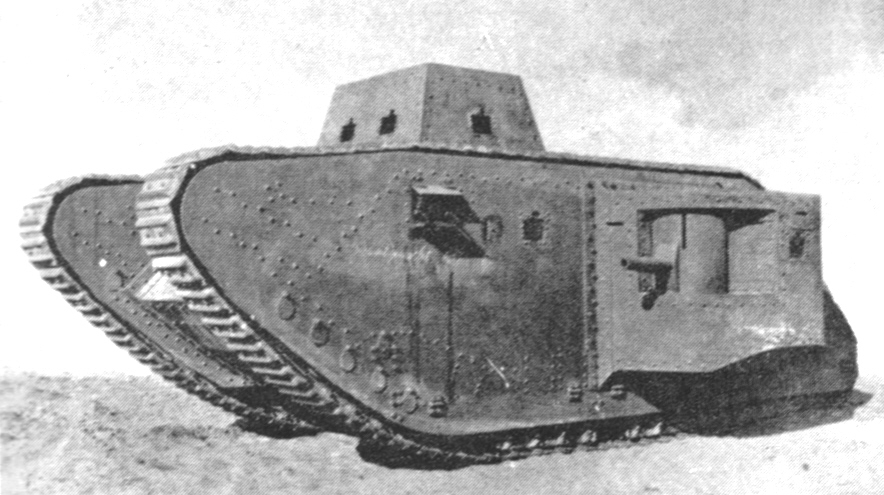
Char A7V-U

### Données techniques
| Modèle                     | A7V         |
| -------------------------- | ----------- |
| Longueur                   | 7,35 m      |
| Largeur                    | 3,06 m      |
| Hauteur                    | 3,35 m      |
| Longueur de contact au sol | 3,52 m      |
| Garde au sol               | 0,40 m      |
| Masse en ordre de combat   | 29 900 kg   |
| Pression au sol            | 0,69 kg/cm2 |

| Modèle                      | A7V                                                           |
| --------------------------- | ------------------------------------------------------------- |
| Motorisation                | 2 moteurs Daimler 165-204 4 cylindres à refroidissement à eau |
| Puissance                   | 100 hp (74,6 kW) à 800 tpm pour chaque moteur                 |
| Puissance massique          | 6,7 hp/t                                                      |
| Transmission                | trois vitesses avant/arrière                                  |
| Suspension                  | Ressorts hélicoïdaux                                          |
| Type de carburant           | Mélange essence/benzène                                       |
| Capacité en carburant       | 2 réservoirs de 250 L                                         |
| Vitesse maximale sur route  | 16 km/h                                                       |
| Vitesse maximale hors route | 8 km/h                                                        |
| Autonomie sur route         | 70 km                                                         |
| Autonomie hors route        | 35 km                                                         |
| Franchissement hauteur      | 0,40 m                                                        |
| Franchissement largeur      | 2 m                                                           |
| Franchissement profondeur   | 0,80 m                                                        |
| Franchissement pente        | 25°                                                           |

| Modèle               | A7V         |
| -------------------- | ----------- |
| Caisse glacis haut   | 30 mm à 85° |
| Caisse glacis bas    | 30 mm à 47° |
| Caisse arrière       | 20 mm à 85° |
| Caisse toit          | 6 mm à 10°  |
| Plancher             | 10 mm à 0°  |
| Observatoire avant   | 15 mm à 80° |
| Observatoire côtés   | 15 mm à 0°  |
| Observatoire arrière | 15 mm à 75° |

| Modèle                                | A7V                                                            |
| ------------------------------------- | -------------------------------------------------------------- |
| Armement principal                    | QF 57 mm Cockerill-Nordenfelt L/26,3                           |
| Traverse/Élévation armement principal | 90° / ±20° (manuel)                                            |
| Viseur                                | télescope panoramique 4x CP Goerz Rundblick-Fernrohr 16        |
| Munitions armement principal          | 180                                                            |
| Armement secondaire                   | 6 x MG08 + 1 en réserve                                        |
| Munitions armement secondaire         | 15 000 cartouches de 7,92 mm (2500 cartouche par mitrailleuse) |

### Liste des véhicules
| Numéro de châssis | Nom de baptême                 | Unité(s) d’affectation                   | Observations                                                                                                |
| ----------------- | ------------------------------ | ---------------------------------------- | --- |
| 500               | -                              | -                                        | Prototype utilisé par la suite pour l’entraînement.                                                         |
| 501               | Gretchen                       | 1. Abteilung, 2. Abteilung, 3. Abteilung | Encore en état de marche à la fin de la guerre.                                                             |
| 502/503           | -                              | 1. Abteilung, 3. Abteilung               | Hors-service en octobre 1918, ferraillé par les Français.                                                   |
| 504/544           | Schnuck                        | 2. Abteilung                             | Mis hors de combat par un tir fratricide le 30 août 1918, ferraillé après avoir été exposé au Royaume-Uni.  |
| 505               | Baden I                        | 1. Abteilung, 3. Abteilung               | Encore en état de marche à la fin de la guerre.                                                             |
| 506               | Mephisto                       | 1. Abteilung, 3. Abteilung               | Seul exemplaire conservé après avoir été capturé par les Australiens le 28 avril 1918 à Villers-Bretonneux. |
| 507               | Cyclop                         | 1. Abteilung, 3. Abteilung               | Encore en état de marche à la fin de la guerre.                                                             |
| 524               | Hedi                           | -                                        | Prototype de l’A7V-U, démantelé à la fin de l’année 1918.                                                   |
| 525               | Siegfried                      | 2. Abteilung                             | Encore en état de marche à la fin de la guerre.                                                             |
| 526               | -                              | 1. Abteilung                             | Endommagé vers Reims en juin 1918 et démantelé pour récupérer des pièces détachées.                         |
| 527               | Lotti                          | 1. Abteilung                             | Endommagé et abandonné près de Reims le 1er juin 1918.                                                      |
| 528               | Hagen                          | 2. Abteilung                             | Mis hors de combat par un tir fratricide le 30 août 1918, ferraillé après avoir été exposé au Royaume-Uni.  |
| 529               | Nixe II                        | 2. Abteilung                             | Mis hors de combat près de Reims par les Français le 31 mai 1918.                                           |
| 540               | Heiland                        | 1. Abteilung, 3. Abteilung               | Encore en état de marche à la fin de la guerre.                                                             |
| 541               | -                              | 1. Abteilung                             | Encore en état de marche à la fin de la guerre.                                                             |
| 542               | Elfriede                       | 2. Abteilung                             | Capturé par les Français après avoir été abandonné près de Villers-Bretonneux le 28 avril 1918.             |
| 543               | Hagen, Adalbert, König Wilhelm | 2. Abteilung, 3. Abteilung               | Encore en état de marche à la fin de la guerre.                                                             |
| 560               | Alter Fritz                    | 1. Abteilung                             | Détruit par l’artillerie près de Cambrai le 11 octobre 1918.                                                |
| 561               | Nixe                           | 2. Abteilung                             | Endommagé en juin 1918 et démantelé pour récupérer des pièces détachées.                                    |
| 562               | Herkules                       | 1. Abteilung, 2. Abteilung               | Abandonné près de Cambrai le 3 octobre 1918.                                                                |
| 563               | Wotan                          | 2. Abteilung                             | Encore en état de marche à la fin de la guerre.                                                             |
| 564               | -                              | 3. Abteilung                             | Encore en état de marche à la fin de la guerre.                                                             |